# 修株肿足蕨
修株肿足蕨（学名：Hypodematium gracile）为肿足蕨科肿足蕨属下的一个种。